# Bowling Green (metrostation)
Bowling Green is een station van de Metro van New York aan de Lexington Avenue Line. Het station is het meest zuidelijke station aan de lijn en het zuidelijke eindpunt voor lijn 5 behalve tijdens de spits wanneer de treinen doorrijden naar Brooklyn. De treinen van lijn  die hier eindigen keren via het station South Ferry en komen dan weer op Bowling Green binnen op het noordwaartse spoor.
Van noord naar zuid:
Woodlawn · 
Mosholu Parkway · 
Bedford Park Boulevard-Lehman College · 
Kingsbridge Road · 
Fordham Road · 
183rd Street · 
Burnside Avenue · 
176th Street · 
Mount Eden Avenue · 
170th Street · 
167th Street · 
161st Street-Yankee Stadium ·
149th Street-Grand Concourse · 
138th Street-Grand Concourse · 
125th Street · 
116th Street · 
110th Street · 
103rd Street · 
96th Street · 
86th Street · 
77th Street · 
68th Street-Hunter College · 
59th Street · 
51st Street · 
Grand Central-42nd Street · 
33rd Street · 
28th Street · 
23rd Street · 
14th Street-Union Square · 
Astor Place · 
Bleecker Street · 
Spring Street · 
Canal Street · 
Brooklyn Bridge-City Hall · 
Fulton Street · 
Wall Street · 
Bowling Green · 
Borough Hall · 
Nevins Street · 
Atlantic Avenue · 
Bergen Street · 
Grand Army Plaza · 
Eastern Parkway-Brooklyn Museum · 
Franklin Avenue · 
Nostrand Avenue · 
Kingston Avenue · 
Crown Heights-Utica Avenue · 
Sutter Avenue-Rutland Road · 
Saratoga Avenue · 
Rockaway Avenue · 
Junius Street · 
Pennsylvania Avenue · 
Van Siclen Avenue · 
New Lots Avenue
Dyre Avenue Line:
Eastchester-Dyre Avenue · 
Baychester Avenue · 
Gun Hill Road  · 
Pelham Parkway · 
Morris Park

White Plains Road Line:
Nereid Avenue · 
233rd Street · 
225th Street · 
219th Street · 
Gun Hill Road · 
Burke Avenue · 
Allerton Avenue · 
Pelham Parkway · 
Bronx Park East

Van noord naar zuid:
East 180 Street · 
West Farms Square-East Tremont Avenue · 
174th Street · 
Freeman Street · 
Simpson Street · 
Intervale Avenue · 
Prospect Avenue · 
Jackson Avenue · 
3rd Avenue-149th Street · 
149th Street-Grand Concourse · 
138th Street-Grand Concourse · 
125th Street · 
86th Street · 
59th Street · 
Grand Central-42nd Street · 
14th Street-Union Square · 
Brooklyn Bridge-City Hall · 
Fulton Street · 
Wall Street · 
Bowling Green · 
Borough Hall · 
Nevins Street · 
Atlantic Avenue · 
Franklin Avenue

Nostrand Avenue Line:
President Street · 
Sterling Street · 
Winthrop Street · 
Church Avenue · 
Beverly Road · 
Newkirk Avenue · 
Brooklyn College-Flatbush Avenue

New Lots Line:
Crown Heights-Utica Avenue · 
Sutter Avenue-Rutland Road · 
Saratoga Avenue · 
Rockaway Avenue · 
Junius Street · 
Pennsylvania Avenue · 
Van Siclen Avenue · 
New Lots Avenue